# Polignacova hypotéza
Polignacova hypotéza je dosud nevyřešený problém z oblasti teorie čísel. Hypotézu zformuloval fracouzský matematik Alphonse de Polignac v roce 1849 a zní následově:
Pro každé kladné sudé číslo {\displaystyle n} existuje nekonečně mnoho párů po sobě jdoucích prvočísel, jejichž rozdíl je roven {\displaystyle n}.
Pro {\displaystyle n=2} se konkrétně jedná o hypotézu prvočíselných dvojčat.
Tato domněnka nebyla dosud (červenec 2025) dokázána, ani vyvrácena pro žádné {\displaystyle n}.

## Výzkum
Ačkoliv dosud nebyla Polignacova hypotéza potvrzena ani vyvrácena pro žádnou konkrétní hodnotu {\displaystyle n}, v roce 2013 dosáhl zásadního průlomu matematik Yitang Zhang. Dokázal, že existuje nekonečně mnoho párů po sobě jdoucích prvočísel, jejichž rozdíl odpovídá nějakému číslu {\displaystyle n<70000000}.
Následně téhož roku James Maynard oznámil další průlom, dokázal, že existuje nekonečně mnoho párů prvočísel, jejichž rozdíl je nejvýše {\displaystyle n\leq 600}.
V roce 2014 Terence Tao a James Maynard v rámci Polymath8 projektu dokázali snížit hranici na {\displaystyle n\leq 246}. Existuje tedy nekonečně mnoho dvojic prvočísel s rozdílem nejvýše 246, avšak přesná hodnota {\displaystyle n}, pro kterou to platí, zatím není známa.
Za předpokladu platnosti Elliottovy–Halberstamovy hypotézy a její zobecněné formy se tato hranice ještě povedla snížit na {\displaystyle n\leq 12} a {\displaystyle n\leq 6}. Zároveň bylo ukázáno, že metodami používanými v těchto důkazech již nelze tuto mez zlepšit pod hodnotu {\displaystyle 6}.